# Società Sportiva Lanciano 2000-2001
Questa pagina raccoglie le informazioni riguardanti la Società Sportiva Lanciano nelle competizioni ufficiali della stagione 2000-2001.

## Rosa
| N. |                   | Ruolo | Calciatore            |
| -- | ----------------- | ----- | --------------------- |
|    | Italia (bandiera) | D     | Patrick Amadio        |
|    | Italia (bandiera) | C     | Roberto Cau           |
|    | Italia (bandiera) | C     | Ernestino Cichella    |
|    | Italia (bandiera) | D     | Stefano Cognigni      |
|    | Italia (bandiera) | D     | Gianluca Colavitto    |
|    | Italia (bandiera) | D     | Lorenzo Di Loreto     |
|    | Italia (bandiera) | C     | Sandro Federico       |
|    | Italia (bandiera) | D     | Alessandro Furlanetto |
|    | Italia (bandiera) | C     | Marco Giuliodori      |
|    | Italia (bandiera) | P     | Giovanni Indiveri     |
|    | Italia (bandiera) | C     | Luca Leone            |

| N. |                   | Ruolo | Calciatore          |
| -- | ----------------- | ----- | ------------------- |
|    | Italia (bandiera) | A     | Gianni Margheriti   |
|    | Italia (bandiera) | A     | Massimo Nunziato    |
|    | Italia (bandiera) | C     | Manolo Pestrin      |
|    | Italia (bandiera) | P     | Fabrizio Pisano     |
|    | Italia (bandiera) | C     | Cristian Ranalli    |
|    | Italia (bandiera) | A     | Giancarlo Romairone |
|    | Italia (bandiera) | D     | Michele Sisti       |
|    | Italia (bandiera) | C     | Roberto Sorrentino  |
|    | Italia (bandiera) | C     | Paolo Tarini        |
|    | Italia (bandiera) | D     | Alessandro Turone   |
|    | Italia (bandiera) | A     | Manuel Turchi       |